# Giardino esotico Pallanca
Il giardino esotico Pallanca è situato nel comune di Bordighera, in via Madonna della Ruota, in provincia di Imperia. Possiede una importante collezione di cactus e piante succulente d'Europa.

## Storia
Nel 1861, Giacomo Pallanca abbandonò la tradizionale attività familiare di produzione di olive ad Airole, nell'imperiese, per raggiungere il botanico tedesco Ludwig Winter. Pallanca lavorerà con Winter per più di 20 anni. Durante questo periodo trasmise la sua passione anche a suo figlio Bartolomeo che, fin da giovanissimo, decise di lavorare con il padre e con Winter.
Nel 1910 Bartolomeo Pallanca decise di mettersi in proprio e di creare un suo giardino di piante ornamentali e fiori. Ci fu un'interruzione durante gli anni della prima guerra mondiale, ma Bartolomeo riprese l'attività con l'aiuto di suo figlio Giacomo ed insieme decisero di specializzarsi nelle piante succulente. Il giardino-vivaio diventò rapidamente un punto di riferimento, e i Pallanca furono chiamati per collaborare alla realizzazione di numerosi giardini fra cui il parco di Montjuïc a Barcellona e i giardini del castel Trauttmansdorff a Merano.
Dal 1989 grazie a Barth, figlio di Giacomo Pallanca, il giardino-vivaio, che continua la sua attività, è stato aperto anche al pubblico. Nei 10.000 metri quadri di giardino si possono ammirare più di 3000 varietà e soprattutto si può ammirare una Copiapoa originaria del Cile che ha più di 300 anni e alcuni esemplari di Neobuxbaumia polylopha alti circa 6 metri..

## Galleria d'immagini

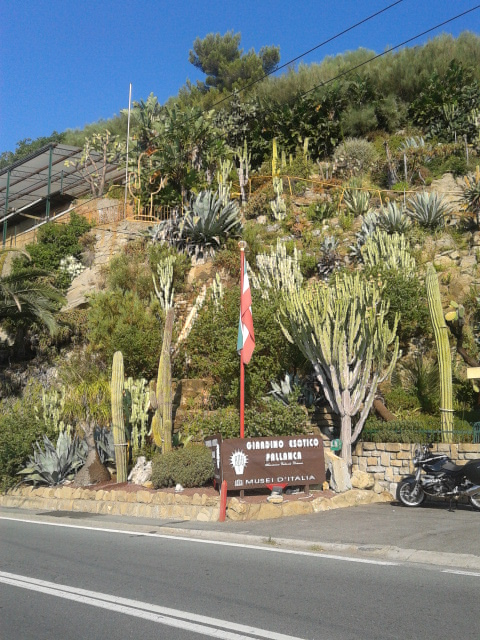
Giardini Pallanca
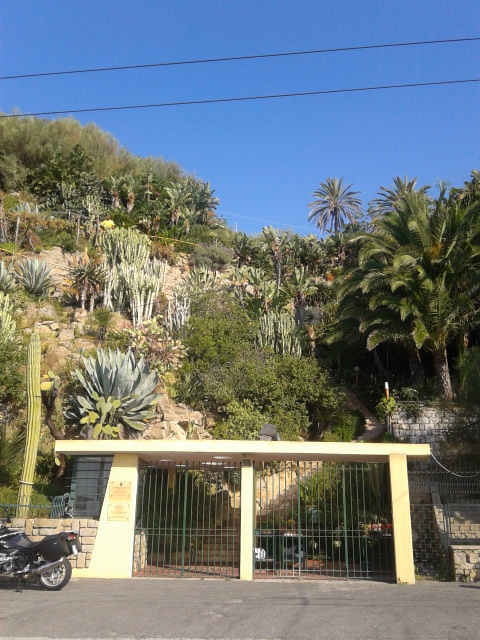
Giardini Pallanca 2, ingresso